# Дупляк Микола
Дупляк Микола (* 19 лютого 1936, с. Рудавка Яслиська, Сяніцький повіт, Польська Республіка) — український громадський діяч, педагог і публіцист на еміграції у США.

## Біографія
Народився 19 лютого 1936 року у сім'ї Степана Дупляка і Зузанни Дупляк (з дому Єзуско) у с. Рудавка Яслиська на Лемківщині. В результаті операції «Вісла» він разом із родиною був депорований на польські понімецькі землі, де вони оселилися у с. Добжица Кошалінського повіту.
Після закінчення початкової школи в селах Словянково і Сьмєхув, продовжив навчання у Державному Педагогічному Ліцеї, а відтак у гімназії в Кошаліні. У 1958—1960 роках навчався на факультеті україністики Вчительської Студії в Щецині.
22 жовтня 1960 року переїхав на постійне проживання до США, отримавши американське громадянство через народження, оскільки його мати була громадянкою США. Тут він поселився у м. Гарфілд (штат Нью-Джерсі), куди раніше за нього приїхали його сестра Маруся і брат Степан. Тут він працював у текстильній індустрії та заощаджував гроші для подальшого навчання.
У 1962—1966 роках Микола Дупляк навчався на славістичному відділі Сиракузького Університету, де здобув науковий ступінь бакалавра, а завершив навчання цього ж року в Українському Вільному Університеті в Мюнхені та одержав звання магістра філософії.
1964 року Микола ДУпляк одружився в Сиракузах із Галею Астасов. Подружжя виховало три доньки — Ярославу, Оксану та Орисю, які закінчили Школу Українознавства ім. Лесі Українки в Сиракузах і вищі американські школи.
Після закінчення студій Микола Дупляк працював в американських середніх школах, у коледжі та в індустрії. Окрім диплома на право навчання російської мови і суспільних наук, він перший у штаті Нью-Йорк одержав право на навчання української мови в початкових і середніх школах Нью-Йорку. Починаючи з 1966 року, він 38 років працював у Школі Українознавства ім. Лесі Українки в Сиракузах та чотири роки був директором цієї школи. Від 1970-х років сповняє обов'язки інспектора Шкільної Ради при УККА в Школі Українознавства в Баффало (штат Нью-Йорк).
Подібні обов'язки в навчальному 2014—2015 році він почав виконувати також у Школі Українознавства ім. Лесі Українки в Сиракузах.

## Громадська діяльність
Від часу свого приїзду до США, Микола Дупляк був активним членом громадсько-політичного життя української спільноти. У 1970—1980 роках він займав пост секретаря Крайової Управи Організації Оборони Лемківщини, а відтак екзекутивного секретаря Світової Федерації Лемків.
Микола Дупляк був учасником різних комітетів, зокрема, Ад Гок Комітеті, що домагався введення до середньошкільних програм навчання у штаті Нью-Йорк матеріалів про Голодомор в Україні в 1932—1933 роках; відзначення 200-ліття США, 50-ліття Голодомору в Україні, 1000-ліття хрещення Руси — України.
З допомогою Організації Оборони Лемківщини та Світової Федерації Лемків протягом двадцяти років збирав експонати та всякі матеріали з лемкознавства. У результаті цієї праці було створено Український Лемківський Музей, в якому, окрім експонатів матеріальної культури лемків, зберігається зібрана ним Бібліотека Лемкознавства й УПА та упорядкований ним Архів ООЛ. Музей знаходиться у приміщенні єпархіальної палати в Стемфорді, в сусідстві Українського Музею. Він був його першим куратором.

## Публіцистика
Був співредактором чотирьох томів «Анналів СФЛ», у яких опублікував власні матеріали: Українська пісня в Народній Польщі. 1945—1980 («Аннали СФЛ», Нью-Йорк, 1982, ст. 26-76), У 35-ту річницю трагедії Лемківщини («Аннали СФЛ», Нью-Йорк, 1984, ст. 11-28). У Польщі він друкувався на сторінках варшавської газети «Наше Слово» під псевдонімом «Тарас», «Дубровський» тощо. У США на сторінках української преси, особливо щоденника «Свобода», часто появлялися його статті на різні теми з життя української громади. В 1970-х роках у торонтському місячнику «Лемківські вісті» він друкував сторінку з життя українців на польському засланні. У 1986—2006 роках був головним редактором тижневика «Народна Воля» у Скрентоні (штат Пенсільванія), де постійно друкувалися його статті. Часто друкувався в тижневиках «Америка», «Національна трибуна», у журналах «Рідна школа» та «Лемківщина», а в Україні в збірниках «Вісник Таврійської Фундації» в Херсоні та в журналі «Бористен» у Дніпропетровську.
Микола Дупляк був членом редакційної колегії книжки «Дерев'яна архітектура українських Карпат» (ред. д-р Іван Гвозда, ФДЛ, Нью-Йорк, 1978). В англомовному збірнику «Zakerzonnia. Ethnic Cleansing of the Ukrainian Minority in Poland 1944—1947» авторства Тараса Гунчака, що вийшов з нагоди 65-ї річниці операції «Вісла», появилася його стаття Consequences of Operation «Wisla» for the Deported Ukrainians (Кліфтон, Н. Дж, 2012, ст. 223—263).
Був нагороджений дипломом за перемогу в конкурсі ім. Олеся Гончара на найкращу публікацію в журналі «Бористен» у 2010 році в номінації публіцистика; за дописи, присвячені історії та культурологічним здобуткам західної української діаспори, друковані протягом року.
Під його редакцією вийшли книги:
- «Дівчина з Америки» — романтична повість авторства Володимира Мерещака. Напаноч, Н. Й., 1987
- «Мала сакральна архітектура на Лемківщині», авторства подружжя Тадеуша і Малґожати Лопаткевіч, ФДЛ, Нью-Йорк, 1993
- «В рядах УПА» (збірка споминів колишніх вояків УПА з терену Лемківщини й Перемищини) том 2, накладом Товариства Вояків УПА в США і Канаді, Нью-Йорк, 1999
- «Борітеся — поборете!» — пропам'ятна книжка з нагоди відкриття пам'ятника Т. Шевченкові в Сиракузах. Сиракузи, 2010 р.
- «З Україною в серці» — книжка спогадів випускників щецинської україністики в роках 1967—1963. Сиракузи, 2015 р.